# ザット・ナイト
ザタイア "ザット"・ナイト（Zatyiah "Zat" Knight, 1980年5月2日 - ）は、イングランド・ウェストミッドランド州ソリフル出身のサッカー選手。元イングランド代表。ポジションはセンターバック。

## 経歴

### クラブ

#### フラム
1999年にラスホール・オリンピックFCから自由移籍でフラムFCと契約。ナイトは、ラスホール・オリンピックとプロ契約を締結していなかったため、フラム側に移籍金を支払う義務がなかったものの、モハメド・アルファイド会長は感謝の意として30着のトラックスーツを送った。
フラム在籍時には、2004-05シーズンの2得点と2006-07シーズンの2得点で合計4得点を公式戦で記録し、FAカップのワトフォードFC戦 (1-1) で公式戦初得点、ノリッジ・シティFC戦 (6-1) でプレミアリーグ初得点を挙げた。また、ボルトン・ワンダラーズFC戦 (1-2) の得点がフラムでの最後の得点だった。
2005-06シーズンに、平日の夜間外出禁止令を破ったことでチームから一時的に外される場面が見られたが、翌2006-07シーズンはチームで最も安定した選手の1人だったため、普段主将を務めるルイス・ボア・モルテが負傷した際に主将を任されるほど頼れる存在として活躍を見せる中、ウェストハム・ユナイテッド戦前に自身の兄弟とふざけあっていたところ、顎の2ヶ所を負傷したことが発表された。これに対してクリス・コールマン監督は訝しんだものの、ザットはあくまでも事故と主張した。

#### アストン・ヴィラ

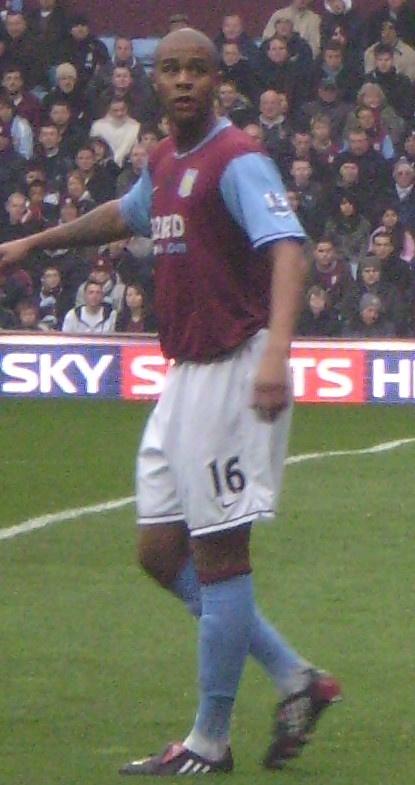
2008年、バーミンガム・シティFCとのバーミンガム・ダービー (5-1) でのナイト

2007年7月6日にフラムと契約を2年延長したものの、8月29日に移籍金350万ポンドでアストン・ヴィラFCと4年契約を締結した。皮肉なことにフラムでの最後の試合はアストン・ヴィラ戦 (1-2) であり、アシュリー・ヤングのシュートが自身に当たりオウンゴールを記録してしまっていた。また、移籍日（8月29日）では、早朝に麻薬取締官の家宅捜索を受け、麻薬が押収されたことによりナイトと兄弟のカルロスは警察に逮捕される事態が発生しており、ナイトは6時間後に保釈されてアストン・ヴィラとの契約に臨んでいた。そのような騒動がありながらも、数日後の9月2日にチェルシーFC戦 (2-0) で初出場と初得点を記録して以降、1来目はチームの中心選手としてマルティン・ラウルセンとコンビを組んで守備を支えた。2来目は、カーティス・デイヴィスの存在から控えにまわる機会が増える中、2008年12月26日にヴィラ・パークでのアーセナルFC戦で91分に同点弾を挙げる重要な役割を果たしていた。

#### ボルトン

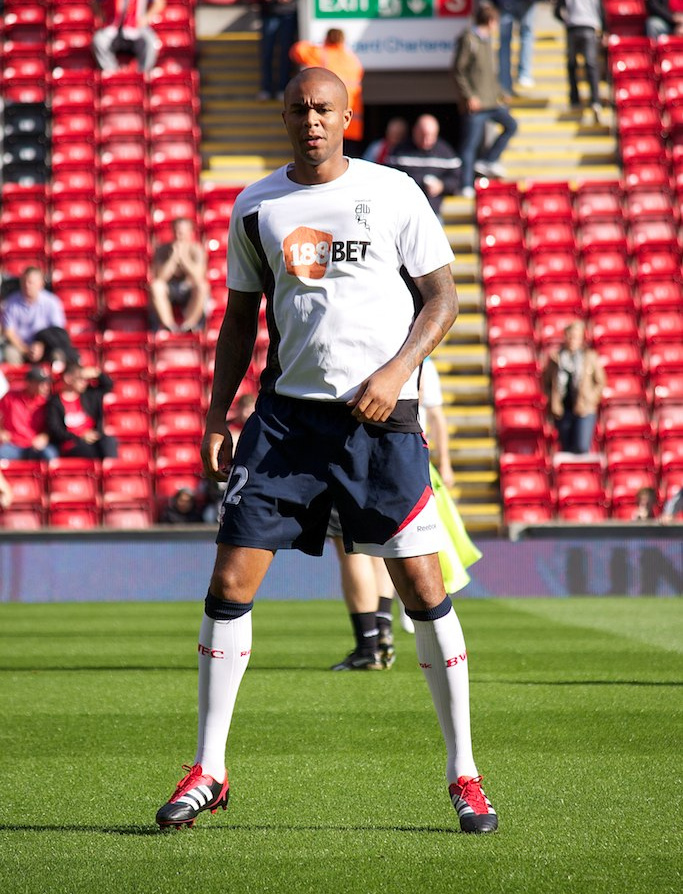
2011年、ボルトンでのナイト

アストン・ヴィラのマーティン・オニール監督の構想外となったことで数クラブが関心を示し、ウルヴァーハンプトン・ワンダラーズのミック・マッカーシー監督から接触が図られるもラウルセンが現役引退をしたことで選手層の薄さを危惧したオニール監督により拒否された場面があったものの、2009年7月25日にボルトン・ワンダラーズFCと3年契約を締結した。8月15日のサンダーランドAFC戦で初出場を飾り、2010年2月27日にリーボック・スタジアムでのウルヴァーハンプトン戦 (1-0) で初得点にしてチームを降格圏から脱出させる貴重な決勝点を記録。2012年1月14日のマンチェスター・ユナイテッドFC戦 (0-3) でボルトンでの公式戦出場数100試合を達成した。
2011-12シーズン終了に伴い契約満了となり一旦は自由契約選手となったが、2012年7月9日にボルトンと新たに2年契約を締結。同2012-13シーズンは、普段を主将を務めるケヴィン・デイヴィスが不在時には度々主将を務めており、シーズン終了後にデイヴィスが退団すると2013-14シーズンに向けて新主将に就任することが発表された。

### 代表
イングランドU-21代表経験を持つナイトは、2004年に自身の祖母がアイルランド人であるため、アイルランド代表でのプレーを表明していたが、2005年になるとマシュー・アップソンのヘルニアとマイケル・ドーソンが脹脛を負傷したことにより、スヴェン＝ゴラン・エリクソン監督の下でイングランド代表に招集され、2005年5月28日にアメリカとの親善試合でソル・キャンベルに代わり初出場を飾った。6月1日のコロンビア戦が2試合目だった。